# Alim Ben Mabrouk
Alim Ben Mabrouk  (ou Abdelhamid Halim Benmabrouk)  est un footballeur international algérien, né le 25 juin 1960 à Lyon. Il évolue  au poste de milieu de terrain du début des années 1980 au début des années 1990.
Après des débuts à l'AS Minguettes, il fait l'essentiel de sa carrière au RC Paris puis joue aux Girondins de Bordeaux. Il termine ensuite sa carrière à l'Olympique lyonnais.
Il compte 3 sélections en équipe nationale entre 1986 et 1989.
Il a deux enfants : Rayan (1988) et Ambre (1993)

## Biographie
Alim Ben Mabrouk, joueur du Paris FC à l'origine, évolue au Racing club de Paris du début à la fin de la période professionnelle des années 1980 (1982-1990). 
Le Matra Racing devint alors le Racing paris 1 en 1989.
Il y joue une dernière saison et il est finaliste de la Coupe de France 1990.
Il quitte le Racing lors de la chute en 1990, et joue ensuite Bordeaux puis à Lyon.
Il met un terme à sa carrière en 1993.
il  dispute avec l'équipe d'Algérie le mondial mexicain de 1986.
Il compte trois sélections en équipe d'Algérie.
Il est aussi champion de France de deuxième division en 1986 avec le Racing club de Paris.

## Carrière
- 1979-1981 : AS Saint-Priest  France
- 1981-1982 : Paris FC  France
- 1982-1990 : RC Paris  France
- 1990-1991 : Girondins de Bordeaux  France
- 1991-1992 :  Olympique lyonnais  France[2]

## Palmarès

### En Club
- Champion de Division 2 en 1986 avec le RC Paris
- Finaliste de la Coupe de France en 1990 avec le Racing Paris 1

### EnÉquipe d'Algérie
- 3 sélections entre 1986 et 1989
- Participation à la Coupe du Monde en 1986 (Premier Tour)